# Toribio Salvadores
Toribio Salvadores (Buenos Aires, 1807 - Buenos Aires, 1837) fue un militar de las guerras civiles argentinas vinculado al Partido Unitario.

## Biografía
Toribio Salvadores nació en Buenos Aires en 1807, hijo de Manuel Salvadores, natural de Málaga, España, de profesión médico, y de María Antonia Valle, hermana de Ana María Valle, madre de Mariano Moreno. Tuvo numerosos hermanos, todos comprometidos con la causa patriota, entre ellos los funcionarios Bonifacio José María Salvadores y José María Salvadores, el teniente Desiderio Salvadores, el teniente coronel Gregorio Salvadores, el capitán Juan José Salvadores, el sargento mayor Lucio Salvadores, el médico Manuel Antonio Salvadores, el periodista Pedro María de Alcántara Salvadores y el coronel Ángel Salvadores.
Al igual que la mayoría de sus hermanos mayores siguió la carrera de las armas. Combatió bajo las órdenes del general José María Paz en la campaña de la Liga Unitaria (o del Interior) y tras la captura de su comandante en mayo de 1831, Salvadores emigró a Bolivia.
Al tener el gobierno de la Confederación Argentina noticias de que Salvadores regresaba de Bolivia, dio órdenes a los gobernadores de Córdoba y de Tucumán para que procedieran a su detención.
Toribio Salvadores fue finalmente detenido en Tucumán, interceptándosele correspondencia destinada a emigrados en Bolivia con expresiones calificadas de "sediciosas e incendiarias".
El 11 de abril de 1833 el gobierno de Tucumán ordenó la iniciación de un sumario militar, acusándolo de haber escrito a algunos emigrados argentinos en Bolivia desprestigiando a los gobiernos federales. 
Seguidamente, el gobierno tucumano dispuso que se le enviara preso a Buenos Aires para que su gobierno lo juzgara en tanto encargado de las relaciones exteriores.
El 3 de julio de ese año Manuel Vicente Maza trasladó el sumario al fiscal, Pedro José Agrelo, quien dictaminó en contra por considerar irregular el procedimiento y el fuero elegido para su enjuiciamiento. 
Totibio Salvadores murió de un aneurisma en 1837, a los 30 años de edad. Había casado con Felipa Soria y tuvo al menos una hija, María Rosa Salvadores y Soria.